# Hörden am Harz
Hörden am Harz é um município da Alemanha localizado no distrito de Osterode, estado da Baixa Saxônia.
Pertence ao Samtgemeinde de Hattorf am Harz.